# ISO 3166-2:AW
ISO 3166-2:AW este o secțiune a ISO 3166-2, parte a standardului ISO 3166, publicat de Organizația Internațională de Standardizare (ISO), care definește codurile pentru subdiviziunile insulei Aruba (a cărui cod ISO 3166-1 alpha-2 este AW).
În prezent niciun cod nu este alocat unei subdiviziuni. Mai mult de atât, nu există o împărțire administrativă.